# Joe McElderry
Joe McElderry de son vrai nom Joseph McElderry (né le 16 juin 1991 à South Shields, (Tyne et Wear), est un chanteur anglais qui a remporté le titre de la 6e édition deThe X Factor en 2009. Son premier simple The Climb s'est classé en deuxième place sur le UK Singles Chart et première place sur la Irish Singles Chart durant la première semaine de sa parution.

## Discographie

### Studio albums
| Titre                        | Détails                                                                                 | Peak chart positions | Peak chart positions | Peak chart positions | Ventes        | Certifications |
| Titre                        | Détails                                                                                 | UK                   | IRL                  | SCO                  | Ventes        | Certifications |
| ---------------------------- | --------------------------------------------------------------------------------------- | -------------------- | -------------------- | -------------------- | ------------- | -------------- |
| Wide Awake                   | - Released: 25 October 2010 - Label: Syco Music - Formats: CD, digital download         | 3                    | 5                    | 2                    | - UK: 103,266 |                |
| Classic                      | - Released: 22 August 2011 - Label: Decca - Formats: CD, digital download               | 2                    | 20                   | 3                    | - UK: 245,230 | - UK: Gold     |
| Here's What I Believe        | - Released: 10 September 2012 - Label: Decca - Formats: CD, digital download            | 8                    | 88                   | 9                    | - UK: 16,565  |                |
| Saturday Night at the Movies | - Released: 14 juillet 2017 - Label: BK Records / Decca - Formats: CD, digital download | 10                   |                      | 5                    |               |                |

### Christmas albums
| Titre             | Détails                                                                     | Peak chart positions | Peak chart positions | Peak chart positions | Ventes        | Certifications |
| Titre             | Détails                                                                     | UK                   | IRL                  | SCO                  | Ventes        | Certifications |
| ----------------- | --------------------------------------------------------------------------- | -------------------- | -------------------- | -------------------- | ------------- | -------------- |
| Classic Christmas | - Released: 28 November 2011 - Label: Decca - Formats: CD, digital download | 15                   | 73                   | 16                   | - UK: 115,180 | - UK: Gold     |

### Box sets
| Titre                       | Album details                                              | Notes |
| --------------------------- | ---------------------------------------------------------- | --- |
| Classic & Classic Christmas | - Released: 28 November 2011 - Label: Decca - Formats: 2CD | - Limited edition box set includes two albums, a signed photograph and a keyring, in a ribbon wrapped box with a gift tag. |

## Singles
| Année                                                     | Single                  | Peak chart positions | Peak chart positions | Peak chart positions | Certifications | Album                 |
| Année                                                     | Single                  | UK                   | IRL                  | SCO                  | Certifications | Album                 |
| --------------------------------------------------------- | ----------------------- | -------------------- | -------------------- | -------------------- | -------------- | --------------------- |
| 2009                                                      | "The Climb"             | 1                    | 1                    | 1                    | - UK: Platinum | Wide Awake            |
| 2010                                                      | "Ambitions (en)"        | 6                    | 4                    | 4                    |                | Wide Awake            |
| 2010                                                      | "Someone Wake Me Up"    | 68                   | —                    | —                    |                | Wide Awake            |
| 2011                                                      | "Last Christmas"        | —                    | —                    | —                    |                | Classic Christmas     |
| 2012                                                      | "Here's What I Believe" | —                    | —                    | —                    |                | Here's What I Believe |
| 2012                                                      | "Rescue Us"             | —                    | —                    | —                    |                | Here's What I Believe |
| "—" denotes single that did not chart or was not released |                         |                      |                      |                      |                |                       |

### Featured singles
| Year | Single                                                  | Peak chart positions | Peak chart positions | Peak chart positions | Certifications |
| Year | Single                                                  | UK                   | IRL                  | SCO                  | Certifications |
| ---- | ------------------------------------------------------- | -------------------- | -------------------- | -------------------- | -------------- |
| 2009 | "You Are Not Alone" (as part of The X Factor finalists) | 1                    | 1                    | 10                   | - UK: Gold     |
| 2010 | "Everybody Hurts" (as part of Helping Haiti)            | 1                    | 1                    | 1                    |                |

### Autres singles
| Year | Song                  | Peak chart positions | Album      |
| Year | Song                  | UK                   | Album      |
| ---- | --------------------- | -------------------- | ---------- |
| 2010 | "Superman"            | 56                   | Wide Awake |
| 2011 | "Time to Say Goodbye" | 158                  | Classic    |

## Vidéos
| Year | Song                                      | Director        |
| ---- | ----------------------------------------- | --------------- |
| 2009 | "The Climb"                               | Max & Dania     |
| 2010 | "Ambitions"                               | Nigel Dick      |
| 2010 | "Someone Wake Me Up"                      | Trudy Bellinger |
| 2011 | "Time to Say Goodbye"                     | Peter Fallon    |
| 2011 | "Dance With My Father"                    |                 |
| 2011 | "Solitaire"                               | Tara Clark      |
| 2011 | "Big River"                               | Geoff Wonfor    |
| 2011 | "Last Christmas"                          | Steve Lucker    |
| 2011 | "Adeste Fideles (O Come All Ye Faithful)" | Steve Lucker    |
| 2012 | "Here's What I Believe"                   | Peter Fallon    |

## Autres
| Year | Song                          | Album                                                               |
| ---- | ----------------------------- | ------------------------------------------------------------------- |
| 2010 | "There's a Place for Us (en)" | The Chronicles of Narnia: The Voyage of the Dawn Treader soundtrack |
| 2011 | "Big River"                   | Big River, Big Songs: The Tyne                                      |

## Vie privée
McElderry est ouvertement homosexuel.